# Mitten in der Nacht (Lied)
Mitten in der Nacht ist ein Lied des deutschen Rappers Bushido aus dessen Album Sonny Black. Es wurde am 20. Dezember 2013 in Form eines Musikvideos auf der Plattform YouTube vorgestellt und am 14. Februar 2014 gemeinsam mit dem Album veröffentlicht. Mitten in der Nacht wurde nicht gesondert als Single veröffentlicht, erreichte aber in Deutschland infolge digitaler Einzelverkäufe Platz 64 der Single-Charts.

## Inhalt
Mitten in der Nacht behandelt Elemente des Battle-Rap: Bushido wertet sich stark auf, stilisiert sich als mächtig und äußert sich abwertend gegenüber einem unbestimmten „Du“. Zudem behandelt das Lied die Themen Drogenkonsum und körperliche Gewalt. Bushido macht in seinem Text einige Anspielungen. So spielt er auf den Schauspieler Jean-Claude Van Damme, das Videospiel Street Fighter, den Nahostkonflikt und die Schuhe Air Max der Marke Nike an. Außerdem äußert er sich abwertend gegenüber Kay One und Marcus von Anhalt, den Zeitungen Bild, BZ und Berliner Kurier sowie dem Fernsehsender RTL und dessen Fernsehshow DSDS.

## Produktion
Für die Produktion sind, neben Bushido selbst, auch die Produzenten Beatzarre und Djorkaeff verantwortlich. Die Scratches am Ende der Albumversion des Titels wurden von DJ Desue eingespielt.

## Musikvideo
Eine Woche vor Videoveröffentlichung wurde ein Musikvideo zu Mitten in der Nacht von Bushido über dessen Channel auf der Plattform YouTube angekündigt, das am 20. Dezember 2013 erschien. Die Produktion des Videos übernahm die Kölner Videoproduktionsfirma StreetCinema. Das gesamte Video ist in schwarz-weiß gehalten und zeigt im Wechsel Bushido und Berliner Großstadtszenen. Zeitweise sind Mitglieder des Rocker-Clubs Hells Angels im Video zu sehen. In der Musikvideo-Version endet Mitten in der Nacht vor Ablauf der vollen Titellänge, weswegen die finalen Scratches nicht zu vernehmen sind. Nach Angaben Bushidos handelte es sich dabei um ein Versehen des Videoregisseurs, der zur Fertigstellung des Videos das falsche Master des Liedes verwendete. Bis Ende Februar 2014 wurde das Musikvideo auf YouTube über 5 Millionen Mal abgerufen.

## Rezeption
Die E-Zine laut.de veranschaulichte im Rahmen ihrer Rezension des Albums Sonny Black anhand von Mitten in der Nacht, das sie als deutlichstes Beispiel ausmachte, dass das Album der „Versuch, das legendäre ‚Vom Bordstein Bis Zur Skyline‘ auf einer ordentlichen Produktion zu reanimieren“ sei. „Habitus, Wortwahl, Video, ja sogar die Pulloverauswahl (!) des Hauptdarstellers“ seien dabei der Single Bei Nacht des 2003 veröffentlichten Bushido-Debütalbums nachempfunden.

## Kommerzieller Erfolg
Mitten in der Nacht wurde nicht als Single veröffentlicht. Aufgrund digitaler Downloads stieg der Titel dennoch am 28. Februar 2014 auf Platz 64 der deutschen Singlecharts ein.
| ChartsChartplatzierungen | Höchstplatzierung | Wochen |
| ------------------------ | ----------------- | ------ |
| Deutschland (GfK)        | 64 (1 Wo.)        | 1      |